# Sharon Shannon
Sharon Shannon (ur. 12 listopada 1968 w Ruan, hrabstwo Clare) – irlandzka instrumentalistka. Najbardziej znana z gry na akordeonie i skrzypcach. Gra także na flażolecie i harmonijce ręcznej. Jej album z 1991 Sharon Shannon jest najlepiej sprzedającym się albumem muzyki irlandzkiej kiedykolwiek tam wydanym. Jej muzyka ukazuje szerokie wpływy wielu gatunków takich jak reggae, muzyka cajun, muzyka portugalska i muzyka francusko-kanadyjska. Jej singel What You Make It (da, da, da, da) nagrany został z hip-hopowym wykonawcą. Otrzymała nagrodę za dorobek artystyczny na Meteor Music Awards w 2009 roku.

## Życiorys

### Młodość
W wieku ośmiu lat Shannon zaczęła występować z Disirt Tola, zespołem z Hrabstwa Clare. Z Disirt Tola Shannon koncertowała po Stanach Zjednoczonych w wieku czternastu lat.
Shannon jeździła także konno na zawodach w skokach przez przeszkody, lecz porzuciła to w wieku 16 lat na rzecz muzycznych występów.
Shannon podobnie porzuciła studia na University College Cork.
W latach 80. uczyła się gry na akordeonie z Karen Tweed i skrzypcach z Frankiem Custyma także występowała z zespołem Arcady, którego była założycielką.

### Początki kariery muzycznej – The Waterboys

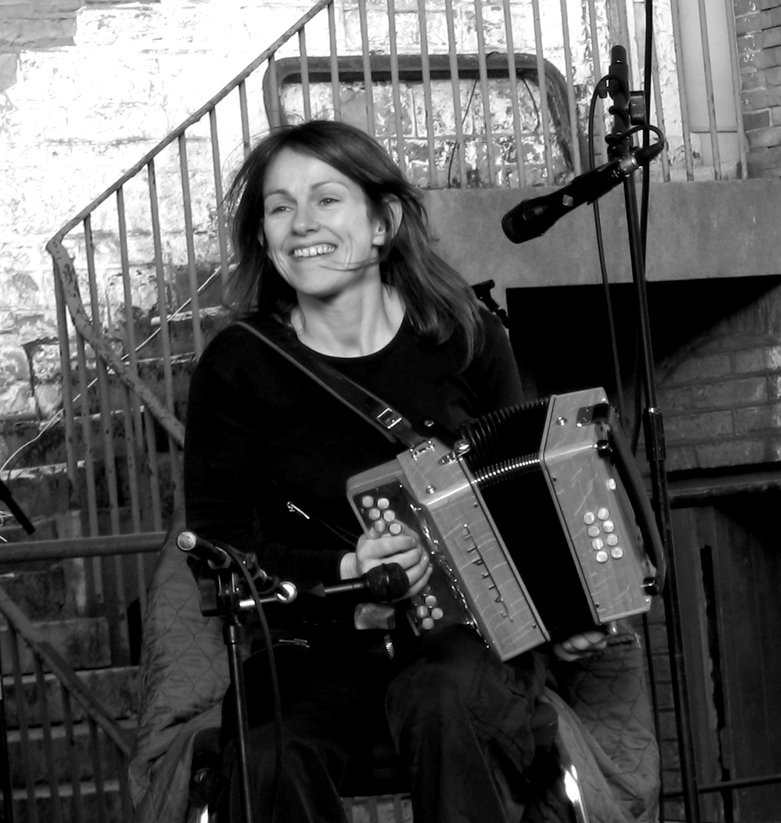
Shannon grająca na akordeonie

Shannon rozpoczęła swoją karierę muzyczną w 1989, pracując z producentem Johnem Dunfordem i wykonawcami takimi jak Adam Clayton, Mike Scott czy Steve Wickham. Praca ze Scottem i Wickhamem doprowadziła Shannon do dołączenia do ich zespołu, The Waterboys. Shannon była członkiem zespołu osiemnaście miesięcy, grając zarówno na akordeonie, jak i skrzypcach na ich albumie Room to Roam. Jej pierwsza trasa koncertowa odbyła się właśnie z The Waterboys. Jak Wickham opuściła grupę, kiedy Scott i Anthony Thistlethwaite zechcieli dodać zespołowi bardziej rockandrollowy klimat.

### Pierwsze solowe nagrania
Jej album z 1991 Sharon Shannon jest najlepiej sprzedającym się albumem muzyki irlandzkiej kiedykolwiek tam wydanym. Solowe dzieło Shannon osiągnęło komercyjny i antenowy sukces, szczególnie w Irlandii. Po jej wkładzie w A Woman's Heart, albumie kompilacyjnym i uznaniu jej pracy na The Late Late Show, muzyka Shannon znacznie zyskała na popularności, przyczyniając się do rekordowych sprzedaży jej debiutanckiego albumu.
Jej druga płyta, Out The Gap (1994), została wyprodukowana przez Dennisa „Blackbeard” Bovella i posiadała wyraźny reggaeowy klimat.
Utwór Sharon, „Cavan Potholes”, napisany przez Dónal Lunny znajduje się na kompilacji z 1996 roku Common Ground: Voices of Modern Irish Music. Inne gwiazdy na albumie to Sinéad O’Connor, Elvis Costello, Kate Bush i Bono.
Czwarte wydanie Sharon zatytułowane „Spellbound” zostało wydane we wrześniu 1998 roku. Ta kompilacja zawierała nowy materiał, utwory na żywo, a także nagrania z poprzednich płyt.
W 1998 Sharon została poproszona przez Nigela Kennedy’ego by dołączyła do niego występując na „Jimi Hendrix Suite”. Jej występy z Nigelem można było później obejrzeć w większych Europejskich miastach.
Jej dzieło z 2000 roku, The Diamond Mountain Sessions, które zawiera wokale wielu znanych wykonawców, również okazało się komercyjnym sukcesem, okrywając się potrójna platyną.
Shannon nagrała utwór ze Steve’em Earle’em, zatytułowany „The Galway Girl”. Został on zamieszczony na obydwu płytach – Transcendental Blues Earle’a i The Diamond Mountain Sessions Shannon & Friends’. Oba albumy miały premierę w 2000. Kolejna współpraca z Earlem miała miejsce podczas nagrywania instrumentalnego utworu „Dominic Street”, zamieszczonego na jego albumie z 2002 roku Sidetracks. Shannon pracowała również między innymi z Jacksonem Browne’em, zespołem Coolfin, Dónalem Lunnym, Moyą Brennan, Kirsty MacColl, Christym Moore’em, Sinéad O’Connor, Liamem O’Maonlai, i Johnem Prine’em.

### Późniejsze nagrania
W 2004 Sharon Shannon wydała album Libertango z pomocą gości specjalnych – Róisín Elsafty, Sinéad O’Connor a później z Kirsty MacColl.
W 2005 pojawiła się na Tunes, razem z Frankiem Gavinem, Michaelem McGoldrickiem i Jimem Murrayem.
W 2006 z okazji piętnastolecia jej kariery ukazał się album The Sharon Shannon Collection 1990-2005.
W 2007 Shannon pracowała z Belindą Carlisle nad jej płytą Voila.
Jako solowy wykonawca, Sharon Shannon koncertowała po Australii, Europie, Hongkongu, i Japonii. Występowała także dla polityków takich jak Bill Clinton, Mary Robinson i Lech Wałęsa. Shannon grała na benefisach dla spraw które popierała, takich jak koncerty na rzecz zwierząt.
Sharon kontynuuje nagrywanie muzyki i występy z jej zespołem, The Woodchoppers. Koncertowa wersja Galway Girl nagrana z Mundy była najczęściej pobieranym utworem w Irlandii w 2007, zdobyła Meteor Award w 2008 roku.
W 2008 Shannon można było usłyszeć na Transatlantic Sessions.
W 2009 zagrała „Galway Girl” na żywo podczas Meteor Music Awards w 2009, gdzie odebrała także Lifetime Achievement Award (nagrodę za dorobek artystyczny) i kolejny raz wygrała Most Downloaded Track (najczęściej pobierany utwór) za Galway Girl z Mundym.

## Dyskografia

### Albumy
- Sharon Shannon (1991) Spis utworów na irishtune.info.
- Out the Gap (1994) Spis utworów na irishtune.info
- Each Little Thing (1997)
- The Diamond Mountain Sessions (2000)
- Live in Galway (2002)
- Libertango (2003)
- Tunes (2005) Spis utworów na irishtune.info
- collection 1990-2005 (2006)
- Live at Dolans CD & DVD (2007)
- Renegade (2007)
- Saints & Scoundrels (2009)
- upside down  (2009)
- Flying Circus (2012) – z RTÉ Concert Orchestra

## Filmografia
- Live at Dolans (2007)